# Vojenský soud

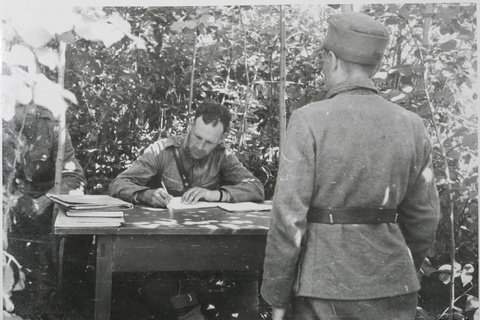
Voják před polním soudem
(Finsko, 1944)

Vojenské soudy jsou zvláštní soudy, které bývají v některých státech zřízeny zejména k projednávání trestných činů vojáků, případně též válečných zajatců. V době války může být jejich činnost na území, v němž jsou rozloženy útvary operujících armád, vykonávána polními soudy.

## Rakousko-Uhersko
Vojenské soudy rakousko-uherské armády (militärgerichte) mohly původně projednávat i určité civilní záležitosti vojáků a jejich rodinných příslušníků, ale po reformě z roku 1869 (zákon č. 78/1869 ř. z.) jim už patřila jen trestní pravomoc. Za války ji ovšem mohly uplatňovat i vůči civilním osobám. Jinak vojenským soudům podléhali všichni vojáci v činné službě, dále důstojníci mimo službu, pokud trestný čin spáchali v uniformě, vojáci na dovolené nebo v záloze, váleční zajatci a rukojmí, a také osoby pomocné, jako byli např. vojenští duchovní, lékaři a úředníci.
V té době se vojenské soudy dělily na stálé a nepravidelné. Mezi stálé patřily soudy posádkové (garnisonní), námořní, gardové a soudy vojenských akademií. V českých zemích působily posádkové soudy po dvou v Praze a v Olomouci, poté v Josefově, Terezíně, Hradci Králové, Plzni, Brně a Znojmě. Námořní soud měla monarchie v Pule a dva u vojenských akademií ve Vídni a Vídeňském Novém Městě. Nepravidelné neboli mobilní vojenské soudy tvořily polní soudy, vlajkové soudy a lodní soudy. Ve druhé instanci vůči všem jmenovaným působily vrchní vojenské soudy a poslední instanci představoval nejvyšší vojenský soud u ministerstva války. Soudily u nich zvláštní vojenští soudci (auditoři) a laičtí přísedící, senátu u vrchního nebo nejvyššího vojenského soudu vždy předsedal generál jako právní laik.
Krátce před první světovou válkou došlo k reformě soustavy vojenského soudnictví (zákony č. 128/1912 ř. z., 130/1912 ř. z. a 131/1912 ř. z.). Na prvním stupni soudily lehčí provinění brigádní soudy, resp. soudy námořnického sboru, kde rozhodovaly tříčlenné senáty. Odvolání proti jejich rozhodnutí, stejně jako prvostupňové rozhodování o závažnějších přečinech a zločinech řešily pětičlenné senáty soudů divizních, resp. admirálských. Na vrcholu soustavy stál Nejvyšší vojenský soudní dvůr, který rozhodoval v sedmičlenných senátech. Kromě této soustavy standardních vojenských soudů ještě existovaly také už z dřívějška soudy zemské obrany (od roku 1912 zeměbranské brigádní soudy, zeměbranské divizní soudy a Nejvyšší zeměbranný soudní dvůr).

## Československo
Československá republika v zásadě převzala rakouskou soustavu vojenských soudů, pouze je spojila se soudy zemské obrany. U brigádních soudů ale začali rozhodovat justiční důstojníci jako samosoudci, senáty působily až u vyšších instancí, kde zasedali dva justiční důstojníci a dva laičtí přísedící, důstojníci (případně příslušníci mužstva, byl-li obžalovaný také z mužstva a bylo-li rozhodováno v prvním stupni). Nejvyšší vojenský soud se sídlem v Praze se skládal z prezidenta, viceprezidenta a dalších soudních radů, všech ovšem justičních důstojníků. Za politické krize na konci 30. let došlo k důležitým změnám, vláda získala staronovou možnost rozšířit pravomoc vojenských soudů v době války i na civilisty (zákon č. 131/1936 Sb.) a polní soudy, které se dělily na nižší, vyšší a vrchní, mohly začít soudit ještě před vypuknutím války (zákon č. 115/1937 Sb.).
Po druhé světové válce došlo k dalším změnám. Od roku 1953 existovala dvoustupňová soustava vojenských soudů, v prvním stupni šlo o vojenské obvodové soudy, odvolacími byly vyšší vojenské soudy. Konkrétně šlo k roku 1992 o:
- vyšší vojenský soud v Táboře
  - vojenský obvodový soud v Praze
  - vojenský obvodový soud v Českých Budějovicích
  - vojenský obvodový soud v Plzni
  - vojenský obvodový soud v Litoměřicích
- vyšší vojenský soud v Olomouci
  - vojenský obvodový soud v Hradci Králové
  - vojenský obvodový soud v Brně
  - vojenský obvodový soud v Olomouci
- vyšší vojenský soud v Trenčíně
  - vojenský obvodový soud v Bratislavě
  - vojenský obvodový soud v Banské Bystrici
  - vojenský obvodový soud v Prešově

V rámci Nejvyššího soudu pak existovalo speciální vojenské kolegium. Tuto soustavu vojenských soudů převzalo Česko i Slovensko, v České republice byly k 31. prosinci 1993 zrušeny a trestné činy vojáků podle hlavy XII zvláštní části trestního zákoníku tak řeší obecné soudy.